# Weyersheim
 Weyersheim (en alsacià Wirsche) és un municipi francès, situat a la regió del Gran Est, al departament del Baix Rin. L'any 1999 tenia 5.720 habitants.
Forma part del cantó de Brumath, del districte de Haguenau-Wissembourg i de la Comunitat de comunes de la Basse-Zorn.

## Demografia
| 1962  | 1968  | 1975  | 1982  | 1990  | 1999  |
| ----- | ----- | ----- | ----- | ----- | ----- |
| 2.275 | 2.456 | 2.612 | 2.758 | 2.817 | 2.993 |

## Administració
| Període   | Identitat           | Partit |
| --------- | ------------------- | ------ |
| 1946-1965 | Joseph Jung         |        |
| 1965-2001 | Charles Klein       |        |
| 2001-2008 | Joseph Voltzenlogel |        |
| 2008-     | Etienne Roeckel     |        |